# My Life Would Suck Without You
«My Life Would Suck Without You» —en español: «Mí vida sería un asco sin ti»— es el primer sencillo del cuarto álbum de estudio de la cantante estadounidense Kelly Clarkson llamado "All I Ever Wanted" , escrito por Dr. Luke y Max Martin.
Según Nielsen SoundScan hasta marzo de 2013 el sencillo vendió 2 702 000 descargas en los Estados Unidos y está posicionado como la novena canción más descargada de la década.

## Lanzamiento
El lanzamiento se esperaba para el 20 de noviembre de 2008 pero por falta de tiempo se pospuso al 19 de enero de 2009, fecha la cual ya está confirmado el estreno en las radios estadounidenses. Mientras que el álbum se lanzara el 17 de marzo. El 9 de enero, se lanzó a la Internet un previo de 30 segundos del sencillo, y ha recibido reacciones muy positivas.
El 13 de enero de 2009 salió la canción completa en el canal oficial de la cantante y ha recibido muchas buenas críticas de los fanes.
Además, con este nuevo sencillo recupera el récord que perdió y que hizo con la canción "A moment like this". Ya que ha saltado del puesto 97 al número 1 en Bilboard Hot 100, quitándole así el récord a Britney Spears con "Womanizer" que saltó al número 1 desde la posición 96.
También, a pesar de no ser muy promocionado, ha llegado al lugar #1 de descargas musicales en iTunes.

## Videoclip
El videoclip fue grabado los días 19 y 20 de diciembre bajo la dirección de Wayne Isham que ha trabajado con artistas como Britney Spears y Simple Plan, entre otros.
El videoclip se estrenó el 28 de enero en el programa American Idol.
El video habla de como Kelly se da cuenta de que a pesar de todo lo que pasa con su novio el sigue a su lado, ya que tira sus llaves por el inodoro, tira su ropa por la ventana y hasta su pecera pero el sigue allí con ella, al final se da cuenta de que su vida sería nada sin él y se besan en su coche.

## Versiones oficiales
- Main Edit
- Instrumental
- Ashanti Boyz Remix
- Chriss Ortega Club Mix
- Chriss Ortega Radio Mix
- Friscia & Lamboy Club Mix
- Friscia & Lamboy Radio Mix
- Mashup

## Posicionamiento en listas

### Semanales
| Listas (2009)                               | Máxima posición |
| ------------------------------------------- | --------------- |
| Alemania (Offizielle Deutsche Charts)       | 6               |
| Australia (ARIA)                            | 4               |
| Austria (Ö3 Austria Top 40)                 | 6               |
| Bélgica (Flandes) (Ultratop 50)             | 18              |
| Bélgica (Valonia) (Ultratip Bubbling Under) | 2               |
| Canadá (Canadian Hot 100)                   | 1               |
| Dinamarca (Tracklisten)                     | 31              |
| Eslovaquia (Rádio Top 100)                  | 13              |
| Escocia (Scottish Singles Sales Chart)      | 1               |
| España (Top 100 Canciones)                  | 38              |
| Estados Unidos (Billboard Hot 100)          | 1               |
| Estados Unidos (Adult Contemporary)         | 16              |
| Estados Unidos (Adult Top 40)               | 3               |
| Estados Unidos (Mainstream Top 40)          | 3               |
| Estados Unidos (Hot Dance Club Songs)       | 7               |
| European Hot 100                            | 2               |
| Hungría (Rádiós Top 40)                     | 1               |
| Irlanda (IRMA)                              | 4               |
| Japón (Japan Hot 100)                       | 7               |
| Nueva Zelanda (Recorded Music NZ)           | 11              |
| Países Bajos (Dutch Top 40)                 | 3               |
| Reino Unido (UK Singles Chart)              | 1               |
| República Checa (Rádio Top 100)             | 15              |
| Suecia (Sverigetopplistan)                  | 2               |
| Suiza (Schweizer Hitparade)                 | 5               |